# Gauchos de San Diego
Les Gauchos de San Diego sont un club américain de soccer basé à San Diego, en Californie, fondé en 2002. La franchise rejoint la A-League pour sa saison inaugurale. Après trois saisons en troisième division nord-américaine, les Gauchos sont admis en Premier Development League où ils évoluent en 2005 et 2006 avant de cesser leurs activités.

## Histoire

### Le professionnalisme en troisième division
San Diego rejoint la USL D-3 Pro League en tant que franchise d'expansion en 2002. Lors de leur saison inaugurale, les Gauchos connaissent de bons résultats, terminant la saison régulière avec un bilan de dix victoires, trois verdicts nuls et sept défaites, au deuxième rang de la division Ouest derrière le Blitzz de l'Utah. En séries éliminatoires, les Californiens l'emportent 3-0 contre les Sahuaros de l'Arizona au premier tour avant de s'incliner contre l'Utah en quarts de finale. En Coupe des États-Unis, le Thunder du Minnesota de la A-League met un terme au parcours de San Diego. Cette première saison laisse présager de bons résultats pour les années futures même si Hérculez Gómez, meilleur buteur du club avec dix-sept réalisations, signe un contrat en MLS avec le Galaxy de Los Angeles en septembre 2002.
Après une saison inaugurale prometteuse, 2003 est une année plus difficile pour les Gauchos qui connaissent des résultats catastrophiques (trois victoires, un nul et treize défaites) et finissent au pied du classement de leur division. Plusieurs larges défaites illustrent cette saison 2003 : 4-0 contre le Blitzz de l'Utah et 5-0 contre les Western Mass Pioneers.
En 2004, les Gauchos se remobilisent afin de terminer la saison régulière en deuxième place avec une fiche de neuf victoires, deux nuls et neuf défaites, donnant accès aux séries éliminatoires. Dans le même temps, pour sa deuxième participation en Coupe des États-Unis, San Diego est éliminé aux tirs au but par les Boulder Rapids Reserve de PDL dès son entrée en lice au deuxième tour. Lors des séries de fin de saison, le Blitzz de l'Utah s'impose de nouveau sur le chemin des joueurs de San Diego qui sont éliminés en finale de division.
Bien que la saison 2004 soit un retour au sommet dans l'Ouest, hors des terrains, la direction de la franchise décide de rejoindre la PDL pour la saison 2005 et donc d'abandonner son statut professionnel,.

### Passage en amateur en PDL puis disparition
Pour leur première saison en Premier Development League, les Gauchos connaissent une saison similaire à celle de 2003 puisqu'ils ne remportent qu'une seule victoire en saison régulière, un succès de 3-0 contre les Wonders du Nevada en juillet. Pour couronner cette nouvelle expérience en PDL, la ligue leur retire trois points pour avoir aligné un joueur inéligible lors d'une rencontre. San Diego termine donc l'année 2005 au bas du classement dans l'Ouest avec seulement deux points, à douze unités de leur plus proche adversaire, le Gold de la Californie.
La saison 2006 marque une nette amélioration dans le jeu des Gauchos. Après trois lourdes défaites en ouverture de la saison de PDL - dont un 5-0 contre le Fuego de Fresno dès la première rencontre - les résultats arrivent progressivement en juin puis juillet. Leur saison se conclut néanmoins par l'absence de qualification en séries éliminatoires et une huitième place dans la division Sud-Ouest, à vingt points du champion de la division, les Seahorses du Sud de la Californie. 
À l'issue de la saison 2007, la franchise des Gauchos de San Diego est vendue à de nouveaux propriétaires qui mettent fin à l'équipe masculine sénior pour se concentrer sur l'équipe féminine des Sunwaves de San Diego en W-League.

### Bilan par saison
| Saison | Niv. | Ligue, conférence                | Saison régulière | Saison régulière | Saison régulière | Saison régulière | Saison régulière | Saison régulière | Saison régulière | Position | Position | Séries éliminatoires | US Open Cup   | Affl. moy. saison régulière, |
| Saison | Niv. | Ligue, conférence                | M                | V                | N                | D                | BP               | BC               | Pts              | Conf.    | Ligue    | Séries éliminatoires | US Open Cup   | Affl. moy. saison régulière, |
| ------ | ---- | -------------------------------- | ---------------- | ---------------- | ---------------- | ---------------- | ---------------- | ---------------- | ---------------- | -------- | -------- | -------------------- | ------------- | ---------------------------- |
| 2002   | 3    | USISL D-3 Pro League, Western    | 20               | 10               | 3                | 7                | 38               | 29               | 48               | 2e/5     | 8e/18    | Quart de finale      | Deuxième tour | 379                          |
| 2003   | 3    | USISL Pro Select League, Western | 20               | 3                | 1                | 16               | 19               | 49               | 10               | 3e/3     | 13e/13   | Non qualifié         | Non qualifié  | 419                          |
| 2004   | 3    | USISL PSL, Western               | 20               | 9                | 2                | 9                | 26               | 41               | 29               | 2e/3     | 7e/12    | Finale de division   | Deuxième tour | 238                          |
| 2005   | 4    | PDL, Southwest                   | 16               | 1                | 2                | 13               | 17               | 41               | 2                | 8e/8     | -        | Non qualifié         | Non qualifié  | 315                          |
| 2006   | 4    | PDL, Southwest                   | 16               | 6                | 1                | 9                | 25               | 31               | 19               | 8e/9     | -        | Non qualifié         | Non qualifié  | 465                          |

## Stade
Lors de la saison 2003, les Gauchos jouent au stade de la Southwest Senior High School de San Diego. En 2004, ils sont accueillis au stade du Southwestern College de Chula Vista avant de déménager en cours de saison au stade de la Sweetwater High School de National City où ils demeurent en 2005. Au cours de sa dernière saison, l'équipe investi le Torero Stadium, marquant le retour à San Diego. Plusieurs stades locaux sont également utilisés pour des rencontres ponctuelles durant la période d'existence de la franchise.

## Joueurs notables
En trois saisons de professionnalisme, les Gauchos n'ont pas connu de joueurs avec des carrières notables. Seul Hérculez Gómez, international américain, a marqué la franchise de son empreinte en inscrivant dix-sept buts en autant de rencontres en 2002 avant de signer au Galaxy de Los Angeles la saison suivante.

## Entraîneurs
Le seul entraîneur que connaît la franchise est Bob Maruca.